# Eucheirophaga lugubris
Eucheirophaga lugubris là một loài ruồi trong họ Tachinidae.